# 太空望遠鏡影像攝譜儀

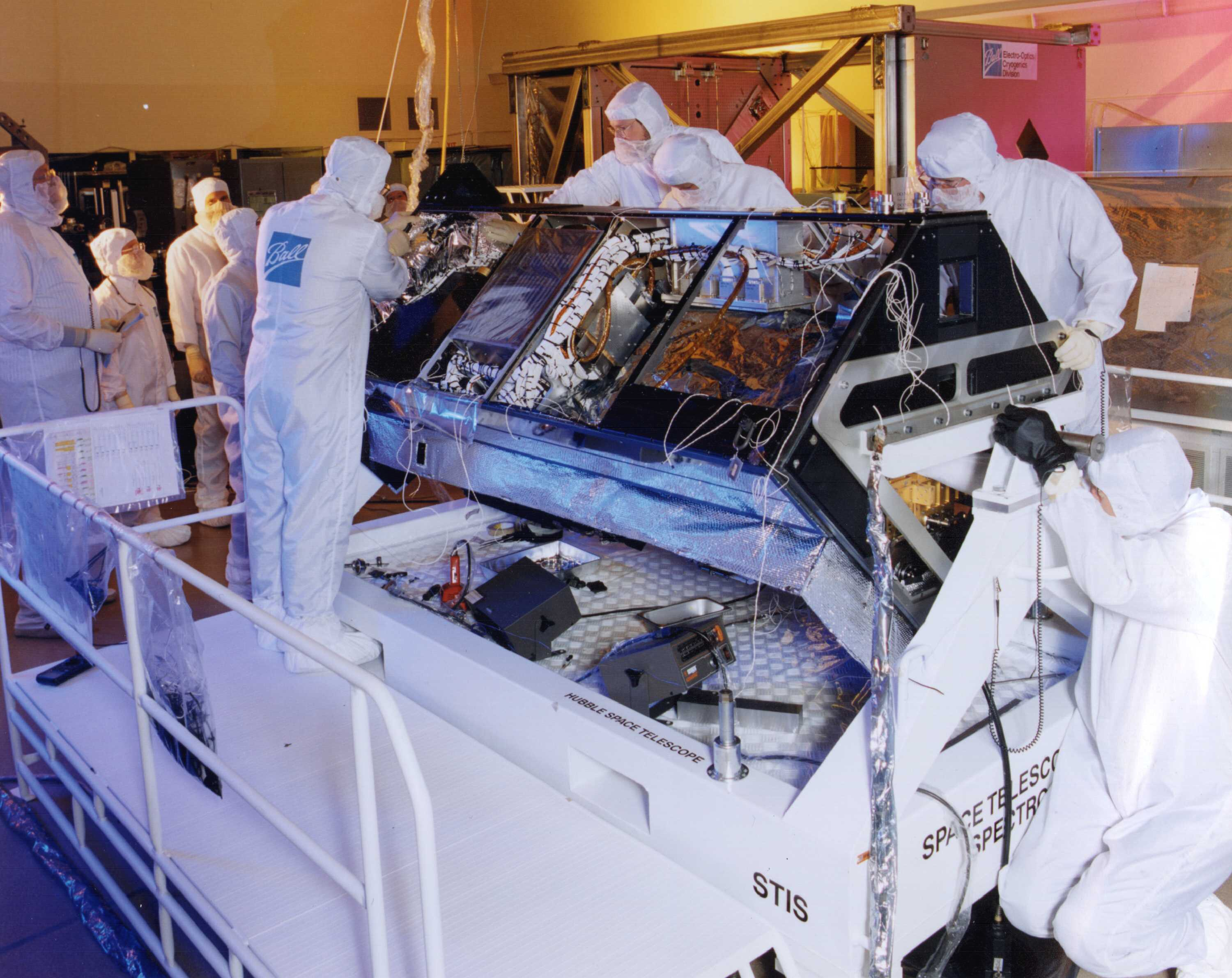
科学家在 Ball Aerospace 实验室的净室内构建太空望遠鏡影像攝譜儀

太空望遠鏡影像攝譜儀（英語：STIS, Space Telescope Imaging Spectrograph）是安裝在哈伯太空望遠鏡上，從1997年運作至2004年的攝譜儀。它完成了許多重要的觀測，包括第一張大氣和系外行星 Osiris的頻譜圖。
太空望遠鏡影像攝譜儀是在1997年第二次維護任務時由李麥克和史蒂文・史密斯裝上，用來替換暗天體攝譜儀（FOS）和戈達德高解析攝譜儀（GHRS）。設計的工作時間是五年，但在2004年8月3日因為一個電子設備故障而停止工作之前，已經比預期多工作了兩年。為了讓它恢復工作，在2009年5月由STS-125執行的最後一次維護任務，由太空人進行修護的工作。

## 外部連結
- ESA/Hubble（页面存档备份，存于）